# کیگان پالمر
کیگان پالمر (انگلیسی: Keegan Palmer; ۱۳ مارس ۲۰۰۳) اسکیت‌بردباز زاده آمریکا اهل استرالیا است.
وی در مسابقات کشوری و بین‌المللی در مجموع برندهٔ ۱ مدال طلا شده‌است.